# Bungs and Bunglers
Bungs and Bunglers é um curta-metragem mudo norte-americano de 1919, do gênero comédia, dirigido por Noel M. Smith e estrelado por Oliver Hardy.

## Elenco
- Jimmy Aubrey - Jimmy

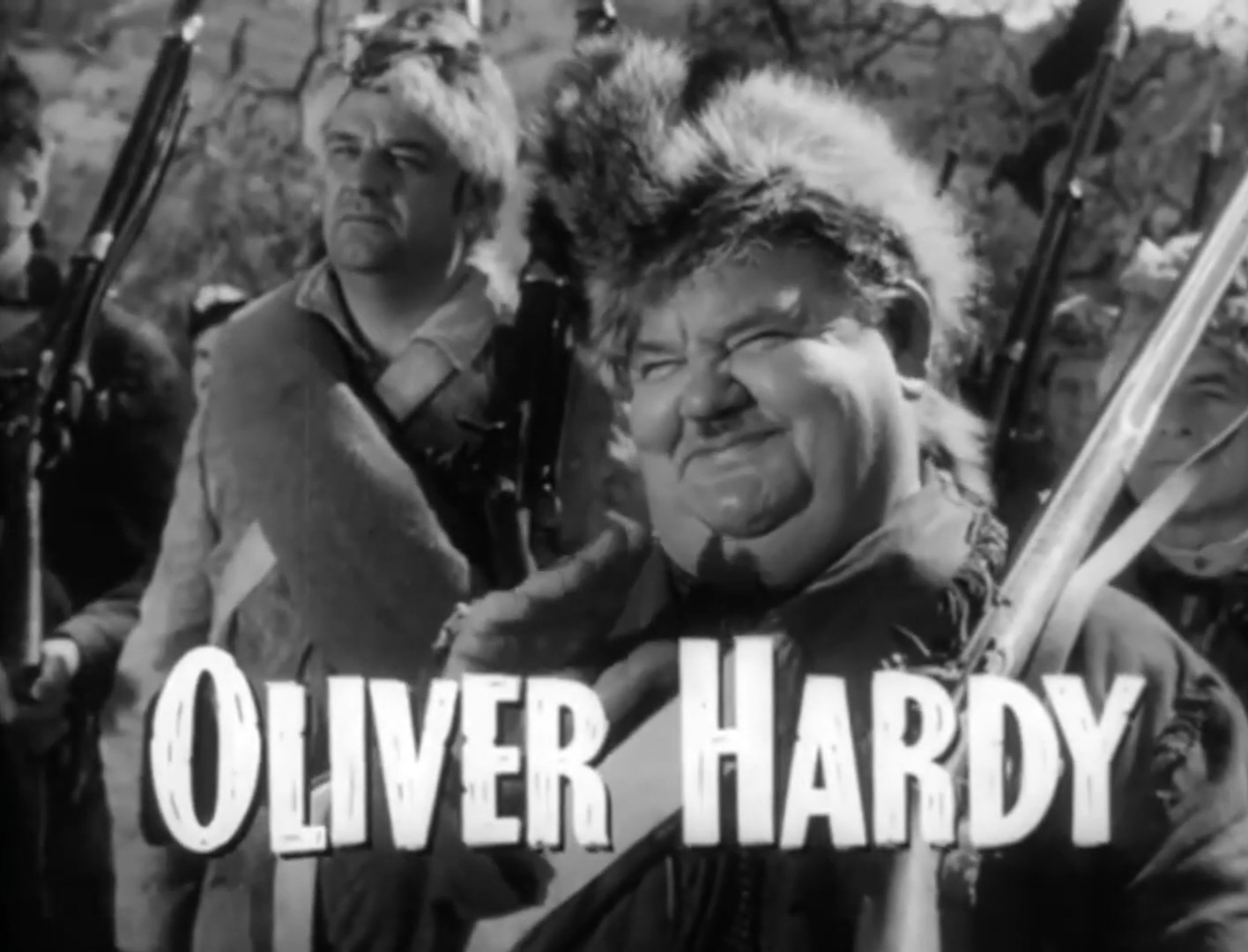
Oliver Hardy

- Oliver Hardy - Al K. Hall (como Babe Hardy)
- Richard Smith